# Pierre-Antoine-Marie Lamouroux de Pompignac
Pour les articles homonymes, voir Pompignac.
Pierre-Antoine-Marie Lamouroux de Pompignac, né le 2 juillet 1802 à Saint-Flour et mort le 23 mai 1877 à Mauriac, était un religieux français du XIXe siècle. Il a été évêque de Saint-Flour pendant vingt ans.

## Biographie
Issu d'une famille de magistrats, il fit ses études au collège de Saint-Flour de 1814 à 1822. Il étudia la théologie au séminaire de Saint-Sulpice à Paris. Il entra ensuite chez les sulpiciens puis enseigna au grand séminaire de Rodez. Il fut supérieur de la communauté des philosophes à Vabres. En 1839 il quitta la compagnie de Saint-Sulpice pour des raisons de santé et devint chanoine honoraire, puis titulaire, puis vicaire général de Saint-Flour en 1842. Il a été nommé évêque de Saint-Flour en 1857 à la suite de Jean-Paul-Marie Lyonnet et sacré le 28 octobre de la même année. Il resta à la tête du diocèse pendant vingt ans. Il a publié plus de 120 lettres pastorales, mandements, etc. En raison de son mauvais état de santé il ne participa pas au concile œcuménique Vatican I mais prit part au concile provincial du Puy en 1873. Il a été nommé chevalier de la Légion d’Honneur.

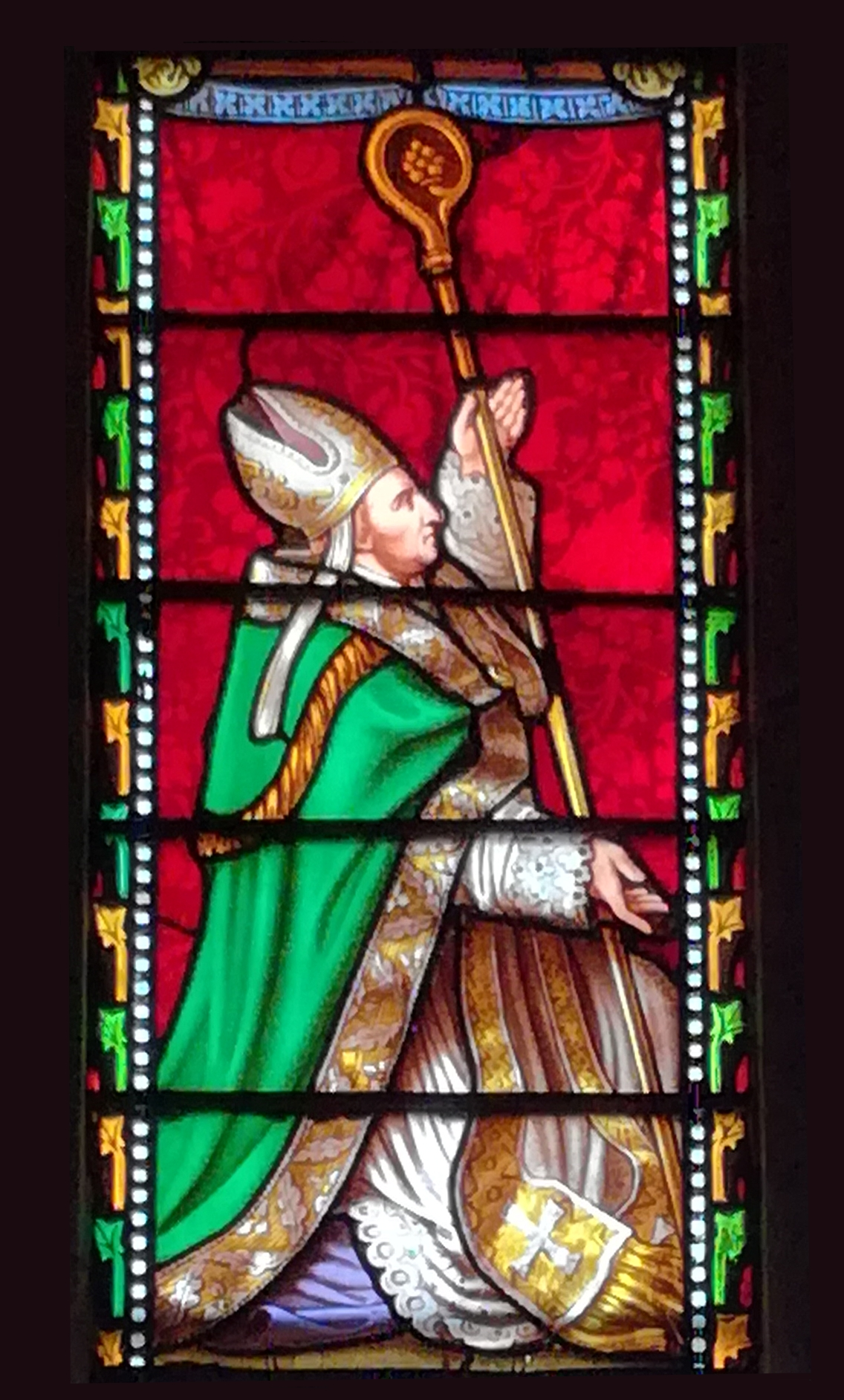
Pierre de Pompignac consacrant le sanctuaire de Notre-Dame de Lescure - Détail d'un vitrail de l'église

## Armes
Coupé : au 1 de sinople à la croix latine d'argent surmontée d'une auréole du même et senestrée en chef d'une étoile d'argent; au 2 d'azur à la marguerite d'argent au cœur d'or, tigée et feuillée de sinople.

## Décoration
- Chevalier de la Légion d'honneur (14 aout 1863)[3]